# Mięsień przywodziciel palucha

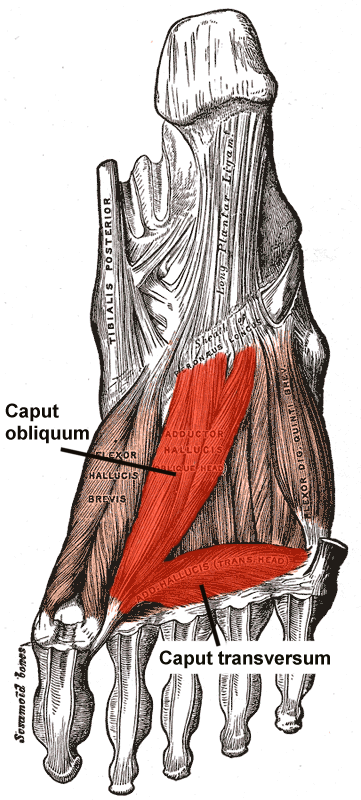
Mięsień przywodziciel palucha oznaczony na czerwono

Mięsień przywodziciel palucha (łac. musculus adductor hallucis) – w anatomii człowieka mięsień stopy należący do mięśni wyniosłości przyśrodkowej, leżący w warstwie trzeciej mięśni podeszwy. Składa się z dwóch głów, mających osobne przyczepy początkowe. Cienka, płaska głowa poprzeczna (caput transversum) przyczepia się na więzadłach poprzecznych głębokich śródstopia i torebkach stawów śródstopno-paliczkowych palców II–V i przebiega poprzecznie w kierunku przyśrodkowym. Większa od niej, długa i gruba głowa skośna (caput obliquum) zaczyna się na podeszwowej powierzchni podstaw II–V kości śródstopia, na pochewce mięśnia strzałkowego długiego, więzadle podeszwowym, kości klinowatej bocznej i kości sześciennej. W okolicy podstawy palucha obie głowy łączą się i przechodzą w ścięgno kończące się na podstawie paliczka blizszego palucha i na trzeszczce bocznej należącej do ścięgna mięśnia zginacza krótkiego palucha. Głowa skośna zrasta się z częścią boczną zginacza krótkiego palucha.
Mięsień ten unaczyniony jest przez łuk podeszwowy i gałązki przeszywające tętnicy łukowatej, a unerwiony przez gałąź głęboką nerwu podeszwowego bocznego (S1–2).
Przywodzi paluch w stawie śródstopno-paliczkowym do II palca, zastępując w ten sposób mięsień międzykostny podeszwowy, którego paluch nie posiada. Poza tym podpiera i wzmacnia sklepienie stopy.